# الكنيسة البريطانية الأرثوذكسية
الكنيسة البريطانية الأرثوذكسية في المملكة المتحدة تتبع كنيسة الأقباط الأرثوذكس ومركزها في مصر.
الكنيسة البريطانية الأرثوذكسية هي مثل الكنيسة الفرنسية القبطية الارثوذكسيه تتبع مذهب الكنائس الأرثوذكسية المشرقية.

## كنيسة بريطانية إنجليزية اللغة
الكنيسة البريطانية الأرثوذكسية جزء من بطريركية كنيسة الأقباط الأرثوذكس منذ عام 1994. والمطران هو سيرافيم أسقف مدينة غلاستونبوري، وله عضوية كاملة وهو من كبار أعضاء المجمع المقدس للكنيسة القبطية الأرثوذكسية.
وخدماتها كلها باللغة الإنجليزية ورجال الدين هم أرثوذكس بريطانيون وتتبع الكنيسة البريطانية الأرثوذكسية في المملكة المتحدة كنيسة الأقباط الأرثوذكس. ومشاركتها الأرثوذكسية في الإيمان بما يناسب الشعب البريطاني.

## التأسيس
والكنيسة البريطانية الأرثوذكسية أنشئت في 1866 على يد الفرنسي جول فيريت، وهو مكرس باعتباره اسقفا من الكنيسة السريانية الأرثوذكسية لغرض إعادة تأسيس وتقديم العقيدة إلى الغرب.

## تأريخ
سعت الكنيسة البريطانية الأرثوذكسية لما يزيد عن 140 عاما إلى تقديم العقيدة الأرثوذكسية لساكني الجزر البريطانية وخلال هذه السنوات فقدت الكنيسة البريطانية الأرثوذكسية الاتصال مع الدول الشرقية، ولكنها في عام 1994 تحت قيادة المطران سيرافيم عادت إلى البطريركية الأرثوذكسية القبطية واثمرت كونها من العائلات الأرثوذكسية الشرقية.

## العودة
في عيد العنصره في عام 1994، في كاتدرائية القديس مرقس في القاهرة أبا سيرافيم كان مقدر من البابا شنوده الثالث وأصبحت الكنيسة البريطانية الارثوذكسيه تتبع البطريركية القبطية الأرثوذكسية.

## الكنيسة اليوم
وتضم الكنيسة البريطانية الأرثوذكسية اليوم ابرشيات أرثوذكسية وبعثات في جميع أنحاء الجزر البريطانية وتبجل القديسين الأرثوذكس من الجزر البريطانية.
وتستخدم قداس سانت جيمس القديم في القداس، بالتعاون مع الخدمات التقليدية للكنيسة القبطية الأرثوذكسية، مثل الصباح والمساء ورفع البخور.
ومع ان الكنيسة الأرثوذكسية البريطانية صغيرة نسبيا في هذا المجتمع، فهي ملتزمة بشكل أقوى وعضو في عدد من المنتديات العالمية والتي تسعى إلى زيادة فهم الطائفة الارثوذكسيه الشرقية.

## صلات مع كنائس أخرى
والكنيسة الأرثوذكسية البريطانية، جزء من عائلة الأرثوذكسيه المشرقية والكنائس المحلية، ولها صلات مع الكنيسة القبطية الأرثوذكسية، والكنيسة الرسولية الأرمنية والكنيسة السريانية الأرثوذكسية، والكنيسة الأرثوذكسية الإثيوبية والكنيسة الاريترية الارثوذكسيه وكنيسة مالانكارا السريانية الهندية.

## مواضيع مرتبطة
- كنيسة قبطية أرثوذكسية
- الكنيسة الفرنسية الأرثوذكسية
- المجمع المقدس للكنيسة القبطية الأرثوذكسية